# Свети Димитър (Колиндрос)
Вижте пояснителната страница за други значения на Свети Димитър.
„Свети Димитър“ (на гръцки: Αγίου Δημητρίου Kολινδρού) е православна църква в село Колиндрос (Колиндър), Егейска Македония, Гърция, част от Китроската, Катеринска и Платамонска епархия. Църквата е гробищен храм, разположен в западната част на себото. В архитектурно отношение е трикорабна базилика с трем на юг и забележителна скулптурна украса на вратите. В средата на XIX век в църквата работят майсторите от Кулакийската художествена школа братята Митакос, Дакос и Димитриос Хадзистаматис.
В 1981 година храмът е обявен за защитен паметник на културата.